# Gościno-Dwór
Gościno-Dwór – wieś w północno-zachodniej Polsce, położona w województwie zachodniopomorskim, w powiecie kołobrzeskim, w gminie Gościno. Miejscowość wchodzi w skład Sołectwa Gościno.
Według danych z 30.06.2014 wieś miała 147 stałych mieszkańców.